# Кевін Спейсі
Ке́він Спе́йсі Фо́улер (англ. Kevin Spacey Fowler, нар. 26 липня 1959) — американський актор театру і кіно. Двічі лауреат премії «Оскар» (1995  — за найкращу чоловічу роль другого плану у фільмі «Звичайні підозрювані», 1999 — за найкращу чоловічу роль у фільмі «Краса по-американськи»). Іноді виступає як кінорежисер і продюсер. З 2004 року також є художнім керівником одного з лондонських театрів і займається постановкою спектаклів як театральний режисер. Лицар-Командор ордену Британської імперії (2015).

## Біографія
Кевін Спейсі Фаулер народився 26 липня 1959 року у невеликому американському місті Саут-Орандж, штат Нью-Джерсі. Його батько, Томас Джеффрі Фаулер (4 червня 1924 — 24 грудня 1992), був технічним письменником, а мати, Кетлін Спейсі Фаулер (5 грудня 1931 — 19 березня 2003), секретаркою і домогосподаркою. У Кевіна є старший брат — Рендел Б. Фаулер і старша сестра — Джулі Енн Фаулер Кайра. У зв'язку з тим, що батько часто змінював роботу, сім'ї довелося часто переїжджати. Кевін був складною дитиною, тому батьки віддали його у військову школу в Нортріджі. Однак через рік Спейсі вигнали звідти.
Він продовжив навчання у Вищій школі Канога-Парк, Каліфорнія (десятий і одинадцятий класи). Там він вперше спробував себе в ролі актора в шкільних постановках, і зрозумів, що знайшов своє покликання. Після участі в п'єсі за твором «Мої сини» Артура Міллера, його запросили на факультет драматургії у Вищу школу Chatsworth, Каліфорнія. Спейсі взяв участь у багатьох постановках, і випустився в 1977 році. Зокрема, у випускному класі він зіграв роль Капітана Джорджа фон Траппа, а його однокласниця, акторка Мейр Віннінгем, — роль другої дружини капітана — Марії.
Під час навчання він офіційно взяв дошлюбне прізвище своєї матері, Спейсі («Спейсі»), яке спочатку було ім'ям його прапрадіда. Думка про те, що прізвище Спейсі з'явилося в актора шляхом поєднання імені та прізвища відомого американського актора Спенсера Трейсі, помилкова.
Після нетривалих спроб як коміка за порадою свого друга Вела Кілмера Кевін вступив до Джульярдської школи у Нью-Йорку. Однак через два роки Спейсі раптово покинув навчання.

## Особисте життя

### Сексуальна орієнтація
Кевін Спейсі ніколи не був одружений і ретельно приховує своє особисте життя, що стало причиною появи чуток про його гомосексуальність. Спейсі заперечував те, що він гей, в жовтні 1999 року в інтерв'ю журналу Playboy і в травні 2007 в інтерв'ю Gotham Magazine. Про романтичні стосунки зі Спейсі заявляла акторка Ейпріл Вінчелл, яка нібито познайомилася з ним у бродвейському театрі. За повідомленнями ЗМІ, з 1992 по 2000 рік Спейсі зустрічався зі сценаристкою Даян Дреєр, що працювала з Ентоні Мінгеллою, М. Найтом Ш'ямаланом і Сідні Поллаком.
У січні 2006 року британський таблоїд Дейлі міррор повідомив, що ім'я Кевіна Спейсі опинилося у списку відомих гомосексуалів, використовуваному в рамках програми з профілактики гомофобії серед старшокласників. Керівник програми Пол Патрік вибачився перед актором, назвав його потрапляння до списку «помилковим» і заявив, що ім'я Спейсі буде звідти викреслено.
29 жовтня 2017 року Спейсі повідомив про свою гомосексуальність, зізнавшись, що в нього були стосунки і з жінками, і з чоловіками, але в результаті він обрав собі «шлях гея». Зізнання мало місце у зв'язку зі звинуваченнями з боку актора Ентоні Реппа в сексуальному домаганні. За словами Реппа, в 1986 році, коли йому було 14 років, Спейсі в стані алкогольного сп'яніння намагався схилити його до сексу. Сам Спейсі заявив, що не пам'ятає такого випадку, але попросив у Реппа вибачення, додавши, що історія Реппа дала йому мужність зізнатися у своїй гомосексуальності. Через заплямовану репутацію Спейсі майже не з'являвся на публіці аж до грудня 2018 року, доки на його YouTube каналі з'явилося відео «Let Me Be Frank», де актор в образі Френка Андервуда закликає інакше поглянути на ситуацію із сексуальними домаганнями та завуальовано критикує Netflix за убивство Андервуда в останньому сезоні «Карткового будинку».
18 липня 2019 року прокуратура зняла звинувачення в сексуальних домаганнях до 18-річного працівника бару, які нібито вчинив Спейсі у 2016 році.

## Фільмографія

### Актор
| Рік       |    | Українська назва                          | Оригінальна назва                       | Роль                                           |
| --------- | -- | ----------------------------------------- | --------------------------------------- | ---------------------------------------------- |
| 2024      | ф  | Пітер П'ять Вісім                         | Peter Five Eight                        | Пітер                                          |
| 2023      | тф | Бути Френком з Такером                    | Being Frank with Tucker                 | Френк Андервуд                                 |
| 2023      | ф  | Контроль                                  | Control                                 | Голос                                          |
| 2022      | ф  | Людина, яка намалювала Бога               | The Man Who Drew God                    | офіцер поліції                                 |
| 2019      | в  |                                           | KTWK                                    | Френк Андервуд                                 |
| 2018      | кф |                                           | Let Me Be Frank                         | Френк Андервуд                                 |
| 2018      | ф  | Клуб молодих мільярдерів                  | Billionaire Boys Club                   | Рон Левін                                      |
| 2017      | ф  | На драйві                                 | Baby Driver                             | Док                                            |
| 2017      | ф  | За прірвою у житі                         | Rebel in the Rye                        | Віт Бернетт                                    |
| 2017      | в  |                                           | Vans                                    | Френк                                          |
| 2016      | в  |                                           | Tom Odell: Here I Am                    | чоловік на сходовому майданчику                |
| 2016      | ф  | Дев'ять життів                            | Nine Lives                              | Том Бренд                                      |
| 2016      | ф  | Елвіс та Ніксон                           | Elvis & Nixon                           | Ніксон                                         |
| 2014      | ф  | Нестерпні боси 2                          | Horrible Bosses 2                       | Дейв Гаркен                                    |
| 2014      | вг | Call of Duty: Advanced Warfare            | Call of Duty: Advanced Warfare          | Джонатан Айронс (голос)                        |
| 2014      | с  |                                           | Nature Is Speaking                      | Дощовий ліс (голос, 1 епіод)                   |
| 2013—2017 | с  | Картковий будинок                         | House of Cards                          | Френк Андервуд (65 епізодів)                   |
| 2013      | в  |                                           | At the Top                              | оповідач (голос)                               |
| 2012      | кф | Черевомовець                              | The Ventriloquist                       | Черевомовець                                   |
| 2012      | кф | Конверт                                   | Envelope                                | Євгеній                                        |
| 2012      | с  | документальний                            | American Masters                        | оповідач (голос, 1 епізод)                     |
| 2012      | кф | Дух протеза                               | Spirit of a Denture                     | д-р Роберт Міддлінг                            |
| 2011      | ф  | Невіддільний                              | 形影不离 / Inseparable                  | Чак                                            |
| 2011      | ф  | Нестерпні боси                            | Horrible Bosses                         | Дейв Гаркен                                    |
| 2011      | кф | Обезьяний шарманщик                       | The Organ Grinder's Monkey              | Fatty                                          |
| 2011      | ф  | Межа ризику                               | Margin Call                             | Сем Роджерс                                    |
| 2010      | ф  | Казино Джек                               | Casino Jack                             | Джек Абрамофф                                  |
| 2010      | с  |                                           | Gorilla School                          | оповідач (13 епізодів)                         |
| 2010      | ф  | Геніальний тато                           | Father of Invention                     | Роберт Аксель                                  |
| 2009      | ф  | Бойовий гіпноз проти кіз                  | The Men Who Stare at Goats              | Ларрі Гупер                                    |
| 2009      | ф  | Місяць                                    | Moon                                    | робот ҐЕРТІ (голос)                            |
| 2009      | ф  | Психоаналітик                             | Shrink                                  | Генрі Картер, психоаналітик                    |
| 2008      | ф  | Тельстар: Історія Джо Мек                 | Telstar: The Joe Meek Story             | майор Вілфред Бенкс                            |
| 2008      | кф | Аплікант                                  | The Applicant                           | кадровик                                       |
| 2008      | тф | Перерахунок                               | Recount                                 | Рон Клейн                                      |
| 2008      | ф  | Двадцять одне                             | 21                                      | Мікі Роза, викладач                            |
| 2007      | кф |                                           | Machine Child                           | голос                                          |
| 2007      | ф  | Фред Клаус, брат Санти                    | Fred Claus                              | Клайд                                          |
| 2006      | вг |                                           | Superman Returns                        | Лекс Лютор (голос)                             |
| 2006      | ф  | Повернення Супермена                      | Superman Returns                        | Лекс Лютор                                     |
| 2006      | кф |                                           | The Interrogation of Leo and Lisa       | допитувач                                      |
| 2005      | ф  | Едісон                                    | Edison                                  | Воллес                                         |
| 2004      | ф  | Біля моря                                 | Beyond the Sea                          | Боббі Дарін                                    |
| 2003      | с  | Свобода: Історія Сполучених Штатів (док.) | Freedom: A History of US                | різні ролі (6 епізодів)                        |
| 2003      | ф  | Життя Девіда Гейла                        | The Life of David Gale                  | Девід Гейл, засуджений активіст                |
| 2003      | ф  | Сполучені штати Ліланда                   | The United States of Leland             | Albert T. Fitzgerald                           |
| 2002      | ф  | Остін Паверс: Золотий орган               | Austin Powers in Goldmember             | Kevin Spacey / Famous Dr. Evil ('Austinpussy') |
| 2002      | кф |                                           | The Tower of Babble                     | оповідач (голос)                               |
| 2001      | ф  | Корабельні новини                         | The Shipping News                       | Койл                                           |
| 2001      | ф  | Планета Ка-ПЕКС                           | K-PAX                                   | Прот / Роберт Портер                           |
| 2001      | кф | документальний                            | Shackleton's Antarctic Adventure        | оповідач (голос)                               |
| 2000      | ф  | Заплати іншому                            | Pay It Forward                          | Юджін Сімоне, вчитель                          |
| 2000      | ф  | Звичайний злочинець                       | Ordinary Decent Criminal                | Майкл Лінч                                     |
| 1999      | ф  | Велика справа                             | The Big Kahuna                          | Ларрі Манн                                     |
| 1999      | ф  | Краса по-американськи                     | American Beauty                         | Лестер Берн'ем                                 |
| 1998      | мф | Пригоди Фліка                             | A Bug's Life                            | Гоппер (голос)                                 |
| 1998      | ф  | Переполох                                 | Hurlyburly                              | Міккі                                          |
| 1998      | ф  | Перемовник                                | The Negotiator                          | лейтенант Кріс Себіан, перемовник              |
| 1998      | кф | Важко бути комахою                        | It's Tough to Be a Bug                  | Гоппер                                         |
| 1997      | ф  | Опівночі у саду добра і зла               | Midnight in the Garden of Good and Evil | Джим Вілльямс                                  |
| 1997      | ф  | Таємниці Лос-Анджелеса                    | L.A. Confidential                       | сержант Джек Вінсенс                           |
| 1996      | ф  | Час вбивати                               | A Time to Kill                          | Руфус Баклі, окружний прокурор                 |
| 1995      | ф  | Сім                                       | Seven                                   | Джон Доу                                       |
| 1995      | ф  | Епідемія                                  | Outbreak                                | майор Кейсі Шулер                              |
| 1995      | ф  | Звичайні підозрювані                      | The Usual Suspects                      | Базіка / Роджер Кінт                           |
| 1994      | в  |                                           | Dave Stewart: Jealousy                  | Husband                                        |
| 1994      | ф  | Серед акул                                | Swimming with Sharks                    | Бадді Аккерман                                 |
| 1994      | тф | Зброя страшного суду                      | Doomsday Gun                            | Джім Прайс                                     |
| 1994      | ф  | Рефері                                    | The Ref                                 | Ллойд Шессор                                   |
| 1994      | ф  |                                           | Iron Will                               | Гаррі Кінгслі                                  |
| 1993      | с  | Трайбека                                  | Tribeca                                 | Кріс Боден (1 епізод)                          |
| 1992      | ф  |                                           | Consenting Adults                       | Едді Отіс                                      |
| 1992      | ф  | Ґленґаррі Ґлен Росс                       | Glengarry Glen Ross                     | Джон Вільямсон                                 |
| 1992      | с  | Закон Лос-Анжелеса                        | L.A. Law                                | Джайлз Кінан (1 епізод)                        |
| 1991      | тф | Дарроу                                    | Darrow                                  | Кларенс Дарроу                                 |
| 1990      | тф | Коли ти згадаєш про мене                  | When You Remember Me                    | Вейд                                           |
| 1990      | ф  | Генрі та Джун                             | Henry & June                            | Річард Озборн                                  |
| 1990      | ф  | Демонстрація сили                         | A Show of Force                         | Френк Кертін                                   |
| 1990      | тф |                                           | Fall from Grace                         | Джим Баккер                                    |
| 1989      | ф  | Батько                                    | Dad                                     | Маріо                                          |
| 1989      | ф  | Нічого не бачу, нічого не чую             | See No Evil, Hear No Evil               | Кірго                                          |
| 1989      | с  |                                           | Unsub                                   | Бентон (1 епізод)                              |
| 1988      | ф  | Ділова дівчина                            | Working Girl                            | Боб Спек                                       |
| 1988      | ф  | Ракета «Гібралтар»                        | Rocket Gibraltar                        | Двейн Генсон                                   |
| 1988      | с  |                                           | Wiseguy                                 | Мел Профітт (7 епізодів)                       |
| 1988      | с  | мінісеріал                                | The Murder of Mary Phagan               | Вес Брент (2 епізоди)                          |
| 1987      | с  | Кримінальна історія                       | Crime Story                             | Сенатор Рурк (1 епізод)                        |
| 1987      | тф | Довга подорож дня в ніч                   | Long Day's Journey Into Night           | Джеймі (Джеймс) Тайрон мол.                    |
| 1987      | с  | Зрівнювач                                 | The Equalizer                           | Детектив-сержант Коул (1 епізод)               |
| 1986      | ф  | Ревнощі                                   | Heartburn                               | злодій у метро                                 |

### Режисер, продюсер, сценарист
| Рік       |     | Українська назва                      | Оригінальна назва                  | Роль                              |
| --------- | --- | ------------------------------------- | ---------------------------------- | --------------------------------- |
| 2018      | кф  |                                       | Let Me Be Frank                    | сценарист                         |
| 2017      | с   | Полювання на людей                    | Manhunt: Unabomber                 | виконавчий продюсер (8 епізодів)  |
| 2017      | тф  | Церемонія нагородження премією «Тоні» | The 71st Annual Tony Awards        | сценарист                         |
| 2013—2017 | с   | Картковий будинок                     | House of Cards                     | виконавчий продюсер (65 епізодів) |
| 2016      | с   |                                       | Betrayed                           | виконавчий продюсер (2 епізоди)   |
| 2016      | кф  |                                       | Home                               | продюсер                          |
| 2016      | кф  |                                       | Beauty Mark                        | продюсер                          |
| 2016      | с   | документальний                        | Race for the White House           | виконавчий продюсер (6 епізодів)  |
| 2015      | кф  |                                       | Boredom                            | виконавчий продюсер               |
| 2015      | кф  |                                       | The Library Book                   | продюсер                          |
| 2015      | кф  |                                       | The Mascot                         | продюсер                          |
| 2014      | кф  |                                       | Jump!                              | продюсер                          |
| 2014      | кф  |                                       | The Gift                           | продюсер                          |
| 2014      | док |                                       | NOW: In the Wings on a World Stage | виконавчий продюсер               |
| 2013      | ф   | Капітан Філліпс                       | Captain Phillips                   | виконавчий продюсер               |
| 2013      | кф  |                                       | Love's Routine                     | продюсер                          |
| 2013      | кф  | Усміхнений                            | The Smile Man                      | продюсер                          |
| 2013      | кф  |                                       | Saving Norman                      | продюсер                          |
| 2012      | кф  |                                       | The Ventriloquist                  | продюсер                          |
| 2012      | кф  | Конверт                               | Envelope                           | продюсер                          |
| 2012      | кф  | Дух протеза                           | Spirit of a Denture                | продюсер                          |
| 2012      | ф   | Захисник                              | Safe                               | виконавчий продюсер               |
| 2011      | ф   | Невіддільний                          | 形影不离 / Inseparable             | виконавчий продюсер               |
| 2011      | док |                                       | Shakespeare High                   | виконавчий продюсер               |
| 2010      | ф   | Соціальна мережа                      | The Social Network                 | виконавчий продюсер               |
| 2010      | ф   | Геніальний тато                       | Father of Invention                | продюсер                          |
| 2009      | ф   | Фанати                                | Fanboys                            | продюсер                          |
| 2009      | ф   | Психоаналітик                         | Shrink                             | продюсер                          |
| 2009      | док |                                       | Hackers Wanted                     | продюсер                          |
| 2008      | ф   |                                       | Columbus Day                       | продюсер                          |
| 2008      | ф   | Двадцять одне                         | 21                                 | продюсер                          |
| 2006      | ф   | Бернард і Доріс                       | Bernard and Doris                  | виконавчий продюсер               |
| 2006      | ф   | Перший раз Міні                       | Mini's First Time                  | продюсер                          |
| 2006      | ф   | Містер Гіб                            | Mr. Gibb                           | виконавчий продюсер               |
| 2006      | ф   | Банда снігової людини                 | The Sasquatch Gang                 | продюсер                          |
| 2004      | ф   | Біля моря                             | Beyond the Sea                     | продюсер, режисер, сценарист      |
| 2004      | кф  |                                       | Triggerstreet.com                  | продюсер                          |
| 2003      | ф   | Сполучені штати Ліланда               | The United States of Leland        | продюсер                          |
| 2002      | док |                                       | Uncle Frank                        | виконавчий продюсер               |
| 2000      | ф   |                                       | Interstate 84                      | виконавчий продюсер               |
| 1999      | ф   |                                       | The Big Kahuna                     | продюсер                          |
| 1996      | ф   | Альбіно Алігатор                      | Albino Alligator                   | режисер                           |
| 1994      | ф   | Серед акул                            | Swimming with Sharks               | співпродюсер                      |

## Озвучення відеоігор
| Рік  | Назва                          | Примітки        |
| ---- | ------------------------------ | --------------- |
| 2006 | Superman Returns               | Лекс Лютор      |
| 2014 | Call of Duty: Advanced Warfare | Джонатан Айронс |

## Дискографія
Альбоми
| Рік  | Назва          | Примітки                                |
| ---- | -------------- | --------------------------------------- |
| 2004 | Beyond the Sea | супроводжував реліз однойменного фільму |

Сингли
| Рік  | Назва                | Примітки                                                       |
| ---- | -------------------- | -------------------------------------------------------------- |
| 1997 | That Old Black Magic | з саундтрека до фільму Midnight in the Garden of Good and Evil |

##### Живі виступи
- Mind Games — «Come Together: A Night For John Lennon's Words & Music" — 2 жовтня 2001 — Radio City Music Hall